# Ptilotula penicillata
El mielero empenachado o melífago de plumas blancas (Ptilotula penicillata) es una especie de ave paseriforme de la familia Meliphagidae endémica de Australia.

#### Taxonomía
Fue descrito científicamente por el ornitólogo inglés John Gould en 1837 como Meliphaga penicillata, con la localidad tipo en el «interior de Nueva Gales del Sur». El epíteto específico penicillata deriva de la palabra latina penicillis que significa «punta de pincel, brocha o cepillo», refiriéndose a las plumas blancas en el lado del cuello. Gould colocó la especie en Meliphaga, donde permanecería durante casi 150 años. En 1975, el naturalista australiano Richard Schodde dividió Meliphaga y colocó la especie en Lichenostomus. Con la introducción de los estudios moleculares, fue evidente que el mielero empenachado pertenecía a un clado dentro de Lichenostomus. Esto había sido sugerido por primera vez por Mathews en 1915, quien lo colocó junto al mielero amarillento en el género recién nombrado Ptilotula, pero esto fue rechazado por la Royal Australasian Ornithologists Union. El clado Ptilotula finalmente fue promovido a género tras el resultado de un análisis de filogenética molecular publicado en 2011.

### Subespecies
Se reconocen cuatro subespecies:
- P. p. penicillata (Gould, 1837) – en el centro este y sureste de Australia;
- P. p. leilavalensis (North, 1899) – en el centro y centro norte de Australia;
- P. p. carteri (Campbell, AJ, 1899) – en el centro oeste de Australia;
- P. p. calconi (Mathews, 1912) – en el noroeste de Australia.